# Lepidium gracile
Lepidium gracile är en korsblommig växtart som först beskrevs av Robert Hippolyte Chodat och Emil Hassler, och fick sitt nu gällande namn av Osvaldo Boelcke. Lepidium gracile ingår i släktet krassingar, och familjen korsblommiga växter. Inga underarter finns listade i Catalogue of Life.